# Neptis pseudovikasi
Neptis pseudovikasi är en fjärilsart som beskrevs av Moore 1899. Neptis pseudovikasi ingår i släktet Neptis och familjen praktfjärilar. Inga underarter finns listade i Catalogue of Life.